# Мун Хён Джин (младший)
Мун Хён Джин (кор. 문형진, род. 26 сентября 1979 года) — международный президент Церкви объединения, неорелигиозного движения, зародившегося в Южной Корее в 1950-е годы.

## Биография
Мун Хён Джин родился в посёлке Тарритаун американского штата Нью-Йорк. Он является младшим сыном и официальным преемником основателя Церкви объединения Мун Сон Мёна и его жены Хан Хак Ча. Окончил Гарвардский университет и Гарвардскую школу богословия, практиковал дзэн-буддизм и жил в католическом монастыре. В апреле 2008 года 88-летний на тот момент Мун Сон Мён назвал 28-летнего Хён Джина своим преемником на посту президента Церкви объединения. Это событие было частью целой серии назначений детей Мун Сон Мёна на ключевые посты в организации. В частности, один из старших братьев Мун Хён Джина, тоже Мун Хён Джин десятью годами ранее занял пост вице-президента Церкви объединения.
Младший Мун Хён Джин женат, у него и его жены Ли Ён А пятеро детей. Он является автором книги «A Bald Head and A Strawberry» («Лысая голова и клубничина», 2004), в которой рассказывает о жизни в Церкви объединения.

### Комментарии
1. ↑  Несмотря на одинаковый транслит в кириллице, по-корейски два брата пишутся по-разному: старший 문현진, а младший 문형진.